# ستاره پنج‌پر

یک ستارهٔ پنج‌پر

ستاره پنج‌پر (☆)، از نظر هندسی یک ده‌ضلعی مقعر متساوی‌الاضلاع  و یک اندیشه‌نگاشت رایج در فرهنگ مدرن است. در نشان‌شناسی کلاسیک نسبتاً نادر است، بویژه برای پرچم ایالات متحده در قانون پرچم ۱۷۷۷ معرفی شد و از آن زمان به‌طور گسترده در پرچم‌ها استفاده شده است.
همچنین در فرهنگ غربی به نماد شهرت یا «ستاره شدن» در میان سایر کاربردها تبدیل شده است.

## تاریخچه استفاده

### تاریخ اولیه
| N14 |

سوپدت، شخصیت مصری ستاره شباهنگ، همیشه با هیروگلیف ستاره پنج‌پر روی سرش نشان داده می‌شود.

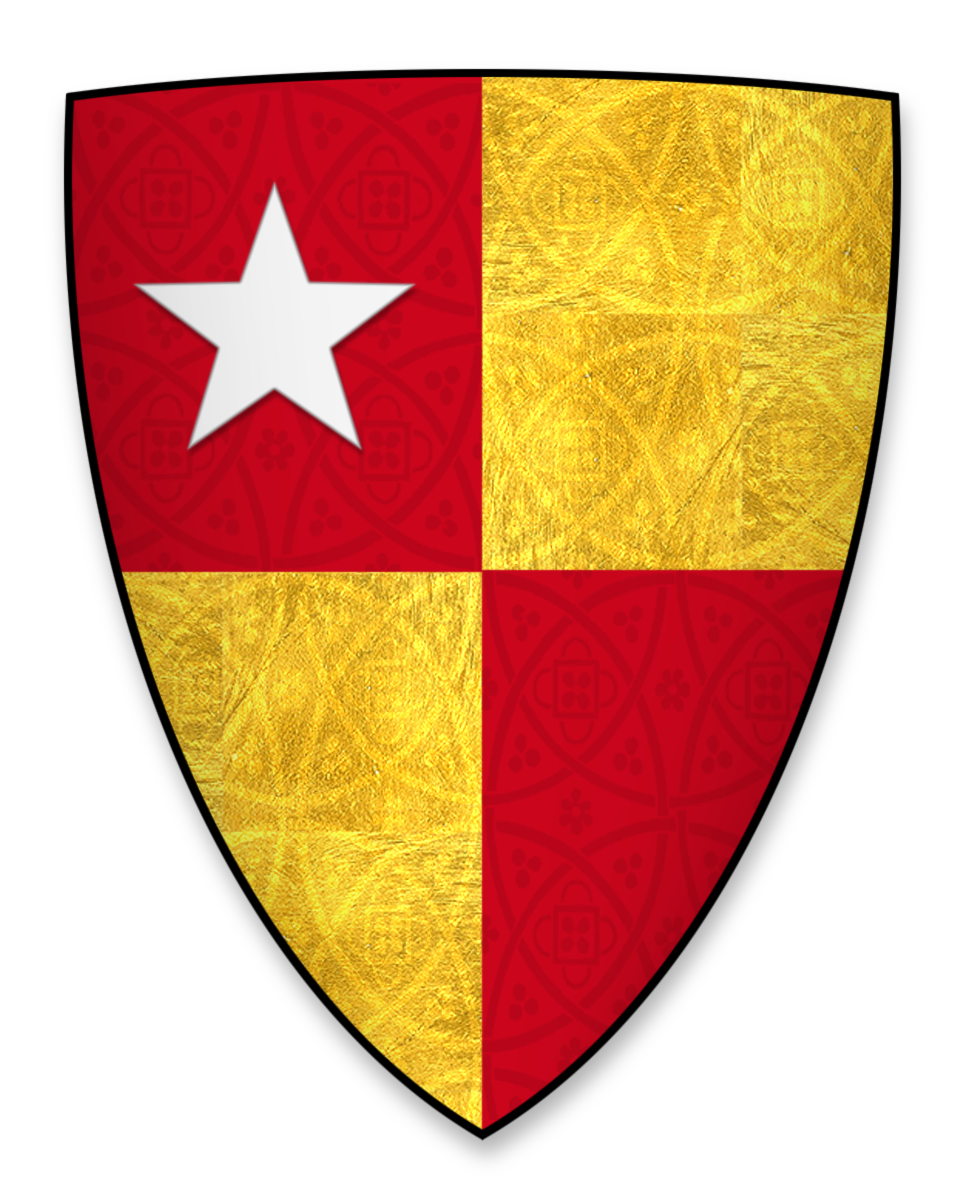
اسلحه هیو دی ویر، چهارمین ارل آکسفورد (متوفی ۱۲۶۳) همان‌طور که توسط متیو پاریس (حدود ۱۲۵۰) نشان داده شده است.

ستاره در نشان‌شناسی سده‌های میانی نسبتاً کمیاب است، اما از زمان‌های اولیه، ستاره پنج‌پر در نشان‌شناسی انگلیسی و اسکاتلندی استفاده می‌شد (مثلاً در درینگ رول، حدود ۱۲۷۰)، در حالی که تعداد نقاط در نشان‌شناسی آلمانی شش بود.
ستاره در نشان خانواده De Vere در افسانه منسوب به نخستین جنگ صلیبی بود، زمانی که «یک ستاره سفید [...] نور را بر اساس استاندارد Aubre de Vere انجام داد». ستاره de Vere در تاریخ انگلستان بدنام است، زیرا در نبرد بارنت در سال ۱۴۷۱، نشان ستاره ارل آکسفورد توسط ارل وارویک با نشان خورشید ادوارد چهارم اشتباه گرفته شد، به طوری که او به اشتباه به متحد خود حمله کرد. شکست در نبرد، که احتمالاً نتیجه کل جنگ رزها را تغییر داد.

### پرچم‌ها و نشان‌های مدرن

پرچم بتسی راس (مستند ۱۷۹۲)

پرچم پاکستان (۱۹۴۷)

پرچم پورتوریکو (۱۸۹۵)

ستاره‌های پنج‌پر روی پرچم ایالات متحده در قانون پرچم سال ۱۷۷۷ معرفی شدند. قانون پرچم هیچ ترتیب خاصی، تعداد نقاط، و جهت‌گیری ستاره‌ها و چیدمان را مشخص نکرده است. برخی از سازندگان پرچم، ستارگان را در یک ستاره بزرگ، در یک دایره یا در ردیف قرار دادند و برخی ستاره یک ایالت را با حرف اول آن جایگزین کردند. یک چیدمان دارای ۱۳ ستاره پنج‌پر است که در یک دایره مرتب شده‌اند، با ستاره‌ها که به سمت بیرون از دایره قرار گرفته‌اند (برخلاف بالا)، به اصطلاح پرچم بتسی راس. پرچم آمریکا که در نقاشی تسلیم لرد کورنوالیس اثر جان ترامبول (حدود ۱۸۲۰، که رویدادی در سال ۱۷۸۱ را به تصویر می‌کشد) نشان داده شده است، دوازده ستاره را نشان می‌دهد که در امتداد طرح کلی مستطیل با یک ستاره اضافی در مرکز قرار گرفته‌اند.

## ارتباط با ستاره پنج‌خط

یک ستاره پنج‌خط

به عنوان یک نماد یا نشان، ستاره پنج‌پر، از نشان‌شناسی کلاسیک نشأت می‌گیرد و حداقل از زمان رنسانس، هیچ‌یک از تداعی‌های باطنی یا پنهانی که به ستاره پنج‌خط یا «مهر سلیمان» داده شده است، ندارد. حداقل از دوره رنسانس.
این دو نشان غالباً در تئوری‌های توطئه معاصر، به ویژه با اشاره به استفاده از ستاره‌های پنج‌پر در پرچم‌های ایالات متحده و اتحادیه اروپا، مرتبط یا شناسایی شده‌اند.